# 1988 RH6
1988 RH6 är en asteroid i huvudbältet som upptäcktes den 6 september 1988 av den belgiske astronomen Henri Debehogne vid La Silla-observatoriet.
Asteroiden har en diameter på ungefär 4 kilometer.